# Zonder jas naar buiten (lied)
Zonder jas naar buiten is een lied van de Nederlandse zanger Snelle. Het stond in 2021 als eerste track op het album Lars.

## Achtergrond
Zonder jas naar buiten is geschreven door Okke Punt, Lars Bos en Sander de Bie en geproduceerd door Arno Krabman. Het is een nummer dat past in het genre nederpop. Het nummer was de titelsong van de documentaire Snelle: Zonder jas naar buiten. In het lied zingt Snelle over zijn drukke leven en hoe hij soms terug wil gaan naar hoe het vroeger was.

## Hitnoteringen
Ondanks dat het lied niet als single was uitgebracht, hadden de artiesten toch bescheiden succes met het lied in het Nederlands taalgebied. Het stond op de 45e plaats van de Single Top 100 in de enige week dat het in deze hitlijst te vinden was. De Top 40 en haar Tipparade werden niet bereikt. Ook de Vlaamse Ultratop 50 werd niet bereikt, al werd het wel getipt voor deze lijst.